# Осс, Даниэль
Даниэль Осс (итал. Daniel Oss; ; род. 13 января 1987, Тренто, Италия) — итальянский профессиональный  шоссейный велогонщик, выступающий с 2018 года за команду Bora-Hansgrohe. Двукратный Чемпион мира в командной гонке на время.

## Победы
2010
- 1-й — Giro del Veneto
- 5-й — Гент — Вевельгем
- 6-й — Giro della Provincia di Reggio Calabria
  - 1-й  в Молодёжной классификации

2011
- 1-й на этапе 1 — USA Pro Cycling Challenge
- 3-й — Giro della Provincia di Reggio Calabria
  - 1-й  в Молодёжной классификации
- 6-й — Кубок Уго Агостони

2012
- 3-й — Gran Premio Industria e Commercio Artigianato Carnaghese
- 9-й — Милан — Сан-Ремо

2013
- 3-й — E3 Харелбеке
- 4-й — Тур Валлонии

2014
- 1-й  Чемпионат мира — Командная гонка
- 1-й на этапе 1(ТТТ) — Джиро дель Трентино
- 6-й — Чемпионат Италии в индивидуальной гонке

2015
- 1-й  Чемпионат мира — Командная гонка
- 1-й на этапе 9(TTT) — Тур де Франс
- 1-й на этапе 3(ТТТ) — Критериум Дофине
- 1-й  в Горной классификации — Тур Калифорнии
- 8-й — Гент — Вевельгем
- 10-й — E3 Харелбеке

2016
- 1-й на этапе 1(ТТТ) — Тиррено — Адриатико
- 1-й на этапе 5(ТТТ) — Энеко Тур
- 2-й — Чемпионат мира — Командная гонка
- 10-й — E3 Харелбеке

2017
- 1-й этап (ТТТ) Вуэльта Испании
- 1-й этап (ТТТ) Тиррено — Адриатико
- 1-й  Горная классификация Тур Гуанси
- 2-й — Чемпионат мира — Командная гонка

2018
- 5-й — Чемпионат Италии в групповой гонке

## Статистика выступлений на Гранд Турах
| Гонка           | 2010 | 2011 | 2012 | 2013 | 2014 | 2015 | 2016 | 2017 | 2018 |
| --------------- | ---- | ---- | ---- | ---- | ---- | ---- | ---- | ---- | ---- |
| Джиро д'Италия  | —    | —    | —    | 140  | 103  | —    | 111  | —    | —    |
| Тур де Франс    | 124  | 100  | 105  | —    | 69   | 97   | —    | —    | 112  |
| Вуэльта Испании | —    | —    | —    | —    | —    | —    | —    | НФ   | —    |

| —  | Не участвовал  |
| НФ | Не финишировал |